# Évolution des relations diplomatiques du Saint-Siège en 2013
Représentation actuelle du Saint-Siège
- 2009
- 2010
- 2011
- 2012
- 2013
- 2014
- 2015
- 2016
- 2017

Représentations : près le Saint-Siège, pour le Saint-Siège
Cette liste présente les évolutions des relations pour et près le Saint-Siège en 2013, année marquée par le changement de souverain pontife François succédant à Benoît XVI. D'un point de vue diplomatique, 2013 a vu l'établissement de relations diplomatiques entre le Saint-Siège et le Soudan du Sud (en) avec la création d'une ambassade près le Saint-Siège, et d'une nonciature apostolique au Soudan du Sud.

## Évolution des relations près le Saint-Siège
| Date              | Pays               | Nom                             |
| ----------------- | ------------------ | ------------------------------- |
| 10 janvier 2013   | Bosnie-Herzégovine | Slavica Karačić                 |
| 22 février 2013   | Soudan du Sud      | Création de l'ambassade         |
| 18 avril 2013     | Portugal           | António Carlos Carvalho         |
| 2 mai 2013        | Russie             | Aleksander Avdeev               |
| 16 mai 2013       | Kirghizistan       | Bolot Iskovich Otunbaev         |
| 16 mai 2013       | Antigua-et-Barbuda | David Shoul                     |
| 16 mai 2013       | Luxembourg         | Jean-Paul Senninger             |
| 16 mai 2013       | Botswana           | Lameck Nthekela                 |
| 6 juin 2013       | Iran               | Mohammad Taher Rabbani          |
| 7 juin 2013       | Arménie            | Mikayel Minasyan                |
| 10 juin 2013      | Mexique            | Mariano Palacios Alcocer        |
| 2 septembre 2013  | Monténégro         | Veselin Šuković                 |
| 7 septembre 2013  | Slovaquie          | Peter Sopko                     |
| 9 septembre 2013  | Pologne            | Piotr Nowina-Konopka            |
| 13 septembre 2013 | Brésil             | Denis Fontes de Souza Pinto     |
| 14 septembre 2013 | Bulgarie           | Kiril Lubomirov Topalov         |
| 23 septembre 2013 | Pérou              | Juan Carlos Gamarra Skeels (es) |
| 5 octobre 2013    | Venezuela          | Germán José Mundaraín Hernández |
| 12 octobre 2013   | Honduras           | Carlos Ávila Molina             |
| 21 octobre 2013   | États-Unis         | Kenneth F. Hackett              |
| 28 octobre 2013   | Japon              | Teruaki Nagasaki                |
| 12 décembre 2013  | Algérie            | Boudejemâa Delmi                |
| 12 décembre 2013  | Islande            | Martin Eyjólfsson               |
| 12 décembre 2013  | Danemark           | Lars Vissing                    |
| 12 décembre 2013  | Lesotho            | Lineo Lydia Khechane-Ntoane     |
| 12 décembre 2013  | Palestine          | Isa Jamil Kassissieh            |
| 12 décembre 2013  | Sierra Leone       | Ibrahim Sorie                   |
| 12 décembre 2013  | Cap-Vert           | Emanuel Antero Garcia da Veiga  |
| 12 décembre 2013  | Burundi            | Edouard Bizimana                |
| 12 décembre 2013  | Malte              | George Gregory Buttigieg        |
| 12 décembre 2013  | Suède              | Lars-Hjalmar Wide               |
| 12 décembre 2013  | Pakistan           | Aman Rashid                     |
| 12 décembre 2013  | Zambie             | Paul William Lumbi              |
| 12 décembre 2013  | Norvège            | Thomas Hauff                    |
| 12 décembre 2013  | Koweït             | Bader Saleh Al-Tunaib           |
| 12 décembre 2013  | Burkina Faso       | Eric Yemdaogo Tiare             |
| 12 décembre 2013  | Ouganda            | Marcel R. Tibaleka              |
| 12 décembre 2013  | Jordanie           | Makram Mustafa Al Queisi        |
| 16 décembre 2013  | Corée du Sud       | Francesco Kyung-surk Kim        |
| 20 décembre 2013  | Ghana              | James K. Bebaako-Mansah         |
| 23 décembre 2013  | Cuba               | Rodney Alejandro López Clemente |

## Évolution des relations pour le Saint-Siège
| Date              | Pays                                                                           | Titre                  | Nom                     | Nationalité                      |
| ----------------- | ------------------------------------------------------------------------------ | ---------------------- | ----------------------- | -------------------------------- |
| 5 janvier 2013    | Guatemala (en)                                                                 | Nonce apostolique      | Nicolas Thévenin        | France                           |
| 16 janvier 2013   | Malaisie (en)                                                                  | Nonce apostolique      | Joseph Salvador Marino  | États-Unis                       |
| 16 janvier 2013   | Timor oriental (en)                                                            | Nonce apostolique      | Joseph Salvador Marino  | États-Unis                       |
| 16 janvier 2013   | Brunei (en)                                                                    | Délégué apostolique    | Joseph Salvador Marino  | États-Unis                       |
| 17 janvier 2013   | Kenya (en)                                                                     | Nonce apostolique      | Charles Daniel Balvo    | États-Unis                       |
| 2 février 2013    | Ouganda (en)                                                                   | Nonce apostolique      | Michael August Blume    | États-Unis                       |
| 16 février 2013   | Malte                                                                          | Nonce apostolique      | Aldo Cavalli            | Italie                           |
| 22 février 2013   | Soudan du Sud (en)                                                             | Nonciature apostolique | Création                | Création                         |
| 22 février 2013   | Colombie (en)                                                                  | Nonce apostolique      | Ettore Balestrero       | Italie                           |
| 22 février 2013   | Salvador                                                                       | Nonce apostolique      | Léon Kalenga Badikebele | République démocratique du Congo |
| 22 février 2013   | Liberia (en)                                                                   | Nonce apostolique      | Mirosław Adamczyk       | Pologne                          |
| 8 avril 2013      | Bénin                                                                          | Nonce apostolique      | Brian Udaigwe           | Niger                            |
| 13 avril 2013     | Libye                                                                          | Nonce apostolique      | Aldo Cavalli            | Italie                           |
| 13 avril 2013     | Belize (en)                                                                    | Nonce apostolique      | Léon Kalenga Badikebele | République démocratique du Congo |
| 16 avril 2013     | Papouasie-Nouvelle-Guinée (en)                                                 | Nonce apostolique      | Michael Banach          | États-Unis                       |
| 8 mai 2013        | Nouvelle-Zélande (en) Îles Cook (en) Kiribati (en) Palaos (en) Micronésie (en) | Nonce apostolique      | Martin Krebs            | Allemagne                        |
| 8 mai 2013        | Océan Pacifique                                                                | Délégué apostolique    | Martin Krebs            | Allemagne                        |
| 18 mai 2013       | Îles Salomon (en)                                                              | Nonce apostolique      | Michael Banach          | États-Unis                       |
| 8 juin 2013       | Gambie                                                                         | Nonce apostolique      | Mirosław Adamczyk       | Pologne                          |
| 6 juillet 2013    | Bangladesh (en)                                                                | Nonce apostolique      | George Kocherry         | Inde                             |
| 11 juillet 2013   | Iran (en)                                                                      | Nonce apostolique      | Leo Boccardi            | Italie                           |
| 16 juillet 2013   | Togo                                                                           | Nonce apostolique      | Brian Udaigwe           | Nigeria                          |
| 17 août 2013      | Ghana (en)                                                                     | Nonce apostolique      | Jean-Marie Speich       | France                           |
| 21 septembre 2013 | Allemagne                                                                      | Nonce apostolique      | Nikola Eterović         | Croatie                          |
| 21 septembre 2013 | Sierra Leone (en)                                                              | Nonce apostolique      | Mirosław Adamczyk       | Pologne                          |
| 23 septembre 2013 | Fidji (en) Samoa (en) Vanuatu (en)                                             | Nonce apostolique      | Martin Krebs            | Allemagne                        |
| 1er octobre 2013  | Côte d'Ivoire                                                                  | Nonce apostolique      | Joseph Spiteri          | Malte                            |
| 7 octobre 2013    | République dominicaine (en)                                                    | Nonce apostolique      | Thaddeus Okolo          | Nigeria                          |
| 7 octobre 2013    | Porto Rico (en)                                                                | Délégué apostolique    | Thaddeus Okolo          | Nigeria                          |
| 26 octobre 2013   | Venezuela (en)                                                                 | Nonce apostolique      | Aldo Giordano           | Italie                           |
| 6 novembre 2013   | Guinée (en)                                                                    | Nonce apostolique      | Santo Gangemi           | Italie                           |
| 13 décembre 2013  | Communauté économique des États de l'Afrique de l'Ouest                        | Observateur permanent  | Augustine Kasujja       | Ouganda                          |
| 18 décembre 2013  | Canada                                                                         | Nonce apostolique      | Luigi Bonazzi           | Italie                           |
| 21 décembre 2013  | Soudan du Sud (en)                                                             | Nonce apostolique      | Charles Daniel Balvo    | États-Unis                       |

## Composition du corps diplomatique du Saint-Siège au 31 décembre 2013
| Pays                                  | Représentation        | Représentant                           | Date de nomination |
| ------------------------------------- | --------------------- | -------------------------------------- | ------------------ |
| Afrique du Sud                        | Nonce apostolique     | Mario Roberto Cassari                  | 10 mars 2012       |
| Albanie (en)                          | Nonce apostolique     | Ramiro Moliner Inglés                  | 26 juillet 2008    |
| Algérie                               | Nonce apostolique     | Thomas Yeh Sheng-nan                   | 22 avril 2004      |
| Allemagne                             | Nonce apostolique     | Jean-Claude Périsset                   | 15 octobre 2007    |
| Andorre (en)                          | Nonce apostolique     | Renzo Fratini                          | 22 août 2009       |
| Angola (en)                           | Nonce apostolique     | Novatus Rugambwa                       | 20 février 2010    |
| Antigua-et-Barbuda (en)               | Nonce apostolique     | Nicolas Girasoli                       | 21 décembre 2011   |
| Antilles                              | Délégué apostolique   | Nicolas Girasoli                       | 29 octobre 2011    |
| Argentine (en)                        | Nonce apostolique     | Emil Paul Tscherrig                    | 5 janvier 2012     |
| Arménie (en)                          | Nonce apostolique     | Marek Solczyński                       | 15 décembre 2011   |
| Australie (en)                        | Nonce apostolique     | Paul Richard Gallagher                 | 11 décembre 2012   |
| Autriche (en)                         | Nonce apostolique     | Peter Stephan Zurbriggen               | 14 janvier 2009    |
| Azerbaïdjan (en)                      | Nonce apostolique     | Marek Solczyński                       | 14 avril 2012      |
| Bahamas (en)                          | Nonce apostolique     | Nicolas Girasoli                       | 29 octobre 2011    |
| Bahreïn (en)                          | Nonce apostolique     | Petar Rajič                            | 2 décembre 2009    |
| Bangladesh (en)                       | Nonce apostolique     | George Kocherry                        | 6 juillet 2013     |
| Barbade (en)                          | Nonce apostolique     | Nicolas Girasoli                       | 21 décembre 2011   |
| Belgique (en)                         | Nonce apostolique     | Giacinto Berloco                       | 18 juin 2009       |
| Belize (en)                           | Nonce apostolique     | Léon Kalenga Badikebele                | 13 avril 2013      |
| Bénin                                 | Nonce apostolique     | Brian Udaigwe                          | 8 avril 2013       |
| Biélorussie (en)                      | Nonce apostolique     | Claudio Gugerotti                      | 15 juillet 2011    |
| Birmanie (en)                         | Délégué apostolique   | Paul Tschang In-Nam                    | 4 août 2012        |
| Bolivie (en)                          | Nonce apostolique     | Giambattista Diquattro                 | 21 novembre 2008   |
| Bosnie-Herzégovine (en)               | Nonce apostolique     | Luigi Pezzuto                          | 17 novembre 2012   |
| Botswana                              | Nonce apostolique     | Mario Roberto Cassari                  | 10 mars 2012       |
| Brésil (en)                           | Nonce apostolique     | Giovanni d'Aniello                     | 10 février 2012    |
| Brunei (en)                           | Nonce apostolique     | Joseph Salvador Marino                 | 16 janvier 2013    |
| Bulgarie (en)                         | Nonce apostolique     | vacant                                 | 6 décembre 2013    |
| Burkina Faso (en)                     | Nonce apostolique     | Vito Rallo                             | 12 juin 2007       |
| Burundi                               | Nonce apostolique     | Franco Coppola                         | 16 juillet 2009    |
| Cambodge (en)                         | Nonce apostolique     | Paul Tschang In-Nam                    | 4 août 2012        |
| Cameroun                              | Nonce apostolique     | Piero Pioppo                           | 25 janvier 2010    |
| Canada                                | Nonce apostolique     | Luigi Bonazzi                          | 18 décembre 2013   |
| Cap-Vert                              | Nonce apostolique     | Luis Mariano Montemayor                | 19 juin 2008       |
| République centrafricaine             | Nonce apostolique     | vacant                                 | 7 octobre 2013     |
| Chili (en)                            | Nonce apostolique     | Ivo Scapolo                            | 15 juillet 2011    |
| Chine (en)                            | fonction supprimée    | vacant                                 | 25 mars 1979       |
| Colombie (en)                         | Nonce apostolique     | Ettore Balestrero                      | 22 février 2013    |
| Comores (en)                          | Délégué apostolique   | Eugene Nugent                          | 13 février 2010    |
| Congo                                 | Nonce apostolique     | Jan Romeo Pawłowski                    | 18 mars 2009       |
| République démocratique du Congo (en) | Nonce apostolique     | Adolfo Tito Yllana                     | 20 novembre 2010   |
| Îles Cook (en)                        | Nonce apostolique     | Martin Krebs                           | 8 mai 2013         |
| Corée du Sud (en)                     | Nonce apostolique     | Osvaldo Padilla                        | 12 avril 2008      |
| Costa Rica (en)                       | Nonce apostolique     | Pierre Nguyên Van Tot                  | 13 mai 2008        |
| Côte d'Ivoire                         | Nonce apostolique     | Joseph Spiteri                         | 1er octobre 2013   |
| Croatie (en)                          | Nonce apostolique     | Alessandro D'Errico                    | 21 mai 2012        |
| Cuba (en)                             | Nonce apostolique     | Bruno Musarò                           | 6 août 2011        |
| Chypre (en)                           | Nonce apostolique     | Giuseppe Lazzarotto                    | 30 août 2012       |
| Danemark (en)                         | Nonce apostolique     | Henryk Józef Nowacki                   | 6 octobre 2012     |
| Djibouti                              | Nonce apostolique     | George Panikulam                       | 18 décembre 2008   |
| République dominicaine (en)           | Nonce apostolique     | Thaddeus Okolo                         | 7 octobre 2013     |
| Dominique (en)                        | Nonce apostolique     | Nicolas Girasoli                       | 29 octobre 2011    |
| Équateur (en)                         | Nonce apostolique     | Giacomo Guido Ottonello                | 26 février 2005    |
| Égypte                                | Nonce apostolique     | Jean-Paul Gobel                        | 5 janvier 2013     |
| Émirats arabes unis (en)              | Nonce apostolique     | Petar Rajič                            | 27 mars 2010       |
| Érythrée (en)                         | Nonce apostolique     | Hubertus van Megen                     | 7 juin 2013        |
| Espagne                               | Nonce apostolique     | Renzo Fratini                          | 20 août 2009       |
| Estonie (en)                          | Nonce apostolique     | vacant                                 | 18 décembre 2013   |
| Éthiopie (en)                         | Nonce apostolique     | George Panikulam                       | 24 octobre 2008    |
| États-Unis                            | Nonce apostolique     | Carlo Maria Viganò                     | 19 octobre 2011    |
| Fidji (en)                            | Nonce apostolique     | Martin Krebs                           | 23 septembre 2013  |
| Finlande (en)                         | Nonce apostolique     | Henryk Józef Nowacki                   | 6 octobre 2012     |
| France                                | Nonce apostolique     | Luigi Ventura                          | 22 septembre 2009  |
| Gabon (en)                            | Nonce apostolique     | Jan Romeo Pawłowski                    | 18 mars 2009       |
| Gambie                                | Nonce apostolique     | Mirosław Adamczyk                      | 8 juin 2013        |
| Géorgie (en)                          | Nonce apostolique     | Marek Solczyński                       | 26 novembre 2011   |
| Ghana (en)                            | Nonce apostolique     | Jean-Marie Speich                      | 17 août 2013       |
| Grande-Bretagne                       | Nonce apostolique     | Antonio Mennini                        | 18 décembre 2010   |
| Grèce (en)                            | Nonce apostolique     | Edward Joseph Adams                    | 22 février 2011    |
| Grenade (en)                          | Nonce apostolique     | Nicolas Girasoli                       | 29 octobre 2011    |
| Guatemala (en)                        | Nonce apostolique     | Nicolas Thevenin                       | 5 janvier 2013     |
| Guinée (en)                           | Nonce apostolique     | Santo Gangemi                          | 6 novembre 2013    |
| Guinée-Bissau (en)                    | Nonce apostolique     | Luis Mariano Montemayor                | 17 septembre 2008  |
| Guinée équatoriale (en)               | Nonce apostolique     | Piero Pioppo                           | 25 janvier 2010    |
| Guyana (en)                           | Nonce apostolique     | Nicolas Girasoli                       | 29 octobre 2011    |
| Haïti                                 | Nonce apostolique     | Bernardito Auza                        | 8 mai 2008         |
| Honduras (en)                         | Nonce apostolique     | Luigi Bianco                           | 12 janvier 2009    |
| Hongrie                               | Nonce apostolique     | Alberto Bottari de Castello            | 6 juin 2011        |
| Inde (en)                             | Nonce apostolique     | Salvatore Pennacchio                   | 8 mai 2010         |
| Indonésie (en)                        | Nonce apostolique     | Antonio Guido Filipazzi                | 23 mars 2011       |
| Iran (en)                             | Nonce apostolique     | Leo Boccardi                           | 11 juillet 2013    |
| Irak (en)                             | Nonce apostolique     | Giorgio Lingua                         | 4 septembre 2010   |
| Irlande (en)                          | Nonce apostolique     | Charles John Brown                     | 26 novembre 2011   |
| Islande (en)                          | Nonce apostolique     | Henryk Józef Nowacki                   | 28 juin 2012       |
| Israël (en)                           | Nonce apostolique     | Giuseppe Lazzarotto                    | 18 août 2012       |
| Italie (en)                           | Nonce apostolique     | Adriano Bernardini                     | 15 novembre 2011   |
| Jamaïque (en)                         | Nonce apostolique     | Nicolas Girasoli                       | 29 octobre 2011    |
| Japon (en)                            | Nonce apostolique     | Joseph Chennoth                        | 15 août 2011       |
| Jérusalem et Palestine (en)           | Délégué apostolique   | Giuseppe Lazzarotto                    | 18 août 2012       |
| Jordanie (en)                         | Nonce apostolique     | Giorgio Lingua                         | 4 septembre 2010   |
| Kazakhstan (en)                       | Nonce apostolique     | Miguel Maury Buendía                   | 19 mai 2008        |
| Kenya (en)                            | Nonce apostolique     | Charles Daniel Balvo                   | 17 janvier 2013    |
| Kiribati (en)                         | Nonce apostolique     | Martin Krebs                           | 8 mai 2013         |
| Koweït (en)                           | Nonce apostolique     | Petar Rajič                            | 2 décembre 2009    |
| Kirghizistan (en)                     | Nonce apostolique     | Miguel Maury Buendía                   | 12 juillet 2008    |
| Laos (en)                             | Délégué apostolique   | Paul Tschang In-Nam                    | 4 août 2012        |
| Lesotho (en)                          | Nonce apostolique     | Mario Roberto Cassari                  | 17 mars 2012       |
| Lettonie (en)                         | Nonce apostolique     | vacant                                 | 18 décembre 2013   |
| Liban (en)                            | Nonce apostolique     | Gabriele Caccia                        | 16 juillet 2009    |
| Liberia (en)                          | Nonce apostolique     | Mirosław Adamczyk                      | 22 février 2013    |
| Libye                                 | Nonce apostolique     | Aldo Cavalli                           | 13 avril 2013      |
| Liechtenstein (en)                    | Nonce apostolique     | Diego Causero                          | 28 mai 2011        |
| Lituanie (en)                         | Nonce apostolique     | vacant                                 | 18 décembre 2013   |
| Luxembourg (en)                       | Nonce apostolique     | Giacinto Berloco                       | 24 juillet 2009    |
| Macédoine (en)                        | Nonce apostolique     | vacant                                 | 6 décembre 2013    |
| Madagascar (en)                       | Nonce apostolique     | Eugene Nugent                          | 13 février 2010    |
| Malawi (en)                           | Nonce apostolique     | Julio Murat                            | 6 juin 2012        |
| Malaisie (en)                         | Nonce apostolique     | Joseph Salvador Marino                 | 16 janvier 2013    |
| Mali (en)                             | Nonce apostolique     | vacant                                 | 8 mai 2013         |
| Malte                                 | Nonce apostolique     | Aldo Cavalli                           | 16 février 2013    |
| Maroc (en)                            | Nonce apostolique     | Antonio Sozzo                          | 17 juillet 2003    |
| Îles Marshall (en)                    | Nonce apostolique     | vacant                                 | 17 janvier 2013    |
| Mauritanie (en)                       | Délégué apostolique   | Luis Mariano Montemayor                | 19 juin 2008       |
| Maurice (en)                          | Nonce apostolique     | Eugene Nugent                          | 13 mars 2010       |
| Mexique (en)                          | Nonce apostolique     | Christophe Pierre                      | 22 mars 2007       |
| Micronésie (en)                       | Nonce apostolique     | Martin Krebs                           | 8 mai 2013         |
| Moldavie (en)                         | Nonce apostolique     | Francisco-Javier Lozano Sebastián      | 10 décembre 2007   |
| Monaco (en)                           | Nonce apostolique     | Luigi Travaglino                       | 8 septembre 2012   |
| Mongolie (en)                         | Nonce apostolique     | Osvaldo Padilla                        | 26 avril 2008      |
| Monténégro (en)                       | Nonce apostolique     | Luigi Pezzuto                          | 17 novembre 2012   |
| Mozambique (en)                       | Nonce apostolique     | vacant                                 | 5 juillet 2013     |
| Namibie (en)                          | Nonce apostolique     | Mario Roberto Cassari                  | 10 mars 2012       |
| Nations unies - New York              | Observateur permanent | Francis Assisi Chullikatt              | 17 juillet 2010    |
| Nations unies - Genève                | Observateur permanent | Silvano Tomasi                         | 10 juin 2003       |
| Nauru (en)                            | Nonce apostolique     | vacant                                 | 17 janvier 2013    |
| Népal (en)                            | Nonce apostolique     | Salvatore Pennacchio                   | 13 novembre 2010   |
| Nicaragua (en)                        | Nonce apostolique     | Fortunatus Nwachukwu                   | 12 novembre 2012   |
| Niger (en)                            | Nonce apostolique     | Vito Rallo                             | 12 juin 2007       |
| Nigeria (en)                          | Nonce apostolique     | Augustine Kasujja                      | 2 février 2010     |
| Norvège (en)                          | Nonce apostolique     | Henryk Józef Nowacki                   | 6 octobre 2012     |
| Nouvelle-Zélande (en)                 | Nonce apostolique     | Martin Krebs                           | 8 mai 2013         |
| Ouganda (en)                          | Nonce apostolique     | Michael August Blume                   | 2 février 2013     |
| Ouzbékistan (en)                      | Nonce apostolique     | Ivan Jurkovič                          | 22 juillet 2011    |
| Pakistan (en)                         | Nonce apostolique     | Edgar Peña Parra                       | 2 février 2011     |
| Palaos (en)                           | Nonce apostolique     | Martin Krebs                           | 8 mai 2013         |
| Panama (en)                           | Nonce apostolique     | Andrés Carrascosa Coso                 | 12 janvier 2009    |
| Papouasie-Nouvelle-Guinée (en)        | Nonce apostolique     | Michael Banach                         | 16 avril 2013      |
| Paraguay (en)                         | Nonce apostolique     | Eliseo Antonio Ariotti                 | 5 novembre 2009    |
| Pays-Bas (en)                         | Nonce apostolique     | André Pierre Louis Dupuy               | 15 décembre 2011   |
| Pérou (en)                            | Nonce apostolique     | James Patrick Green                    | 15 octobre 2011    |
| Philippines (en)                      | Nonce apostolique     | Giuseppe Pinto                         | 10 mai 2011        |
| Pologne                               | Nonce apostolique     | Celestino Migliore                     | 30 juin 2010       |
| Porto Rico (en)                       | Délégué apostolique   | Thaddeus Okolo                         | 7 octobre 2013     |
| Portugal (en)                         | Nonce apostolique     | Rino Passigato                         | 8 novembre 2008    |
| Qatar (en)                            | Nonce apostolique     | Petar Rajič                            | 2 décembre 2009    |
| Roumanie                              | Nonce apostolique     | Francisco-Javier Lozano Sebastián      | 10 décembre 2007   |
| Russie                                | Nonce apostolique     | Ivan Jurkovič                          | 19 février 2011    |
| Rwanda                                | Nonce apostolique     | Luciano Russo                          | 16 février 2012    |
| Saint-Christophe-et-Niévès (en)       | Nonce apostolique     | Nicolas Girasoli                       | 29 octobre 2011    |
| Sainte-Lucie (en)                     | Nonce apostolique     | Nicolas Girasoli                       | 29 octobre 2011    |
| Saint-Vincent-et-les-Grenadines (en)  | Nonce apostolique     | Nicolas Girasoli                       | 29 octobre 2011    |
| Salvador                              | Nonce apostolique     | Léon Kalenga Badikebele                | 22 février 2013    |
| Samoa (en)                            | Nonce apostolique     | Martin Krebs                           | 23 septembre 2013  |
| Saint-Marin (en)                      | Nonce apostolique     | Adriano Bernardini                     | 15 novembre 2011   |
| Sao Tomé-et-Principe (en)             | Nonce apostolique     | Novatus Rugambwa                       | 6 février 2010     |
| Sénégal                               | Nonce apostolique     | Luis Mariano Montemayor                | 19 juillet 2008    |
| Serbie                                | Nonce apostolique     | Orlando Antonini                       | 8 août 2009        |
| Seychelles (en)                       | Nonce apostolique     | Eugene Nugent                          | 13 mars 2010       |
| Sierra Leone (en)                     | Nonce apostolique     | Mirosław Adamczyk                      | 21 septembre 2013  |
| Singapour (en)                        | Nonce apostolique     | Leopoldo Girelli                       | 13 janvier 2011    |
| Slovaquie (en)                        | Nonce apostolique     | Mario Giordana                         | 15 mars 2008       |
| Slovénie                              | Nonce apostolique     | Juliusz Janusz                         | 10 février 2011    |
| Îles Salomon (en)                     | Nonce apostolique     | Michael Banach                         | 18 mai 2013        |
| Somalie (en)                          | Délégué apostolique   | George Panikulam                       | 24 octobre 2008    |
| Soudan du Sud (en)                    | Nonce apostolique     | Charles Daniel Balvo                   | 21 décembre 2013   |
| Soudan (en)                           | Nonce apostolique     | Hubertus van Megen                     | 11 juillet 2013    |
| Sri Lanka (en)                        | Nonce apostolique     | vacant                                 | 1er octobre 2013   |
| Suriname (en)                         | Nonce apostolique     | Nicolas Girasoli                       | 29 octobre 2011    |
| Swaziland (en)                        | Nonce apostolique     | Mario Roberto Cassari                  | 10 mars 2012       |
| Suède (en)                            | Nonce apostolique     | Henryk Józef Nowacki                   | 28 juin 2012       |
| Suisse                                | Nonce apostolique     | Diego Causero                          | 28 mai 2011        |
| Syrie (en)                            | Nonce apostolique     | Mario Zenari                           | 30 décembre 2008   |
| Tadjikistan (en)                      | Nonce apostolique     | Miguel Maury Buendía                   | 12 juillet 2008    |
| Tanzanie (en)                         | Nonce apostolique     | Francisco Montecillo Padilla           | 10 novembre 2011   |
| Tchad (en)                            | Nonce apostolique     | Franco Coppola                         | 7 octobre 2013     |
| République tchèque                    | Nonce apostolique     | Giuseppe Leanza                        | 15 septembre 2011  |
| Thaïlande (en)                        | Nonce apostolique     | Paul Tschang In-Nam                    | 4 août 2012        |
| Timor oriental (en)                   | Nonce apostolique     | Joseph Salvador Marino                 | 16 janvier 2013    |
| Togo                                  | Nonce apostolique     | Brian Udaigwe                          | 16 juillet 2013    |
| Tonga (en)                            | Nonce apostolique     | vacant                                 | 17 janvier 2013    |
| Trinité-et-Tobago (en)                | Nonce apostolique     | Nicolas Girasoli                       | 21 décembre 2011   |
| Tunisie                               | Nonce apostolique     | Thomas Yeh Sheng-nan                   | 22 avril 2004      |
| Turquie (en)                          | Nonce apostolique     | Antonio Lucibello                      | 27 août 2005       |
| Turkménistan (en)                     | Nonce apostolique     | Antonio Lucibello                      | 27 août 2005       |
| Ukraine (en)                          | Nonce apostolique     | Thomas Edward Gullickson               | 21 mai 2011        |
| Union européenne                      | Nonce apostolique     | Alain Lebeaupin                        | 23 juin 2012       |
| Uruguay (en)                          | Nonce apostolique     | Anselmo Guido Pecorari                 | 24 mai 2008        |
| Vanuatu (en)                          | Nonce apostolique     | Martin Krebs                           | 23 septembre 2013  |
| Venezuela (en)                        | Nonce apostolique     | Aldo Giordano                          | 26 octobre 2013    |
| Viêt Nam (en)                         | Délégué apostolique   | représentant officiel Leopoldo Girelli | 19 septembre 1975  |
| Yémen (en)                            | Nonce apostolique     | Petar Rajič                            | 27 mars 2010       |
| Zambie                                | Nonce apostolique     | Julio Murat                            | 27 janvier 2012    |
| Zimbabwe (en)                         | Nonce apostolique     | vacant                                 | 6 juillet 2013     |

### Sources
- Bulletins de la salle de presse du Saint-Siège
- Postes diplomatiques de la Curie